# 阿尔努万一世
阿尔努万一世（英語：Arnuwanda I），新王国的赫梯国王。他通过政治婚姻成为赫梯国王，在位时期曾发动对外战争，却遭失败。